# Аполлон на монетах Древнего Рима
Аполлон на монетах Древнего Рима — бог, который согласно античной мифологии, оказывал покровительство развитию поэзии и музыки в Древнем Риме. Изображение Аполлона часто чеканилось на монетах римских правителей.

## История
На монетах древних римлян Аполлон символизировал очень разные качества. Его изображение было отчеканено на монетах Помпония Музы (67 год до н. э.) в качестве покровителя муз. На денариях Аквиллия он уже изображен в качестве бога-Солнца. Его изображения присутствуют на сторонах монет, которые чеканились при Валерии Асискуле, Лукреции III, Кордии Руфе. Он появляется на монетах во времена Антония и Клодия (42 год до н. э.). Аполлон является символом восходящего солнца.
В 49 году до н. э., монеты с изображением бога чеканятся в городе Аполлония консулами Лентула и Марселла. Из этого следует, что бог оказывает свое покровительство городу. На монетах Маллеола и людей, которые были к нему приближены, он, вероятно, выступает богом прорицания и Сивиллиных книг.
Изображение бога-солнца чеканиться на монетах Вибия-Пансы, Пизона Фруги, Марция Цензорина, Метелла (81 год до н. э.), Л.Цензорина (90-87 год до н. э.), Крепусия.
- Требониан Галл (251—253). Ауреус. Ок. 251—253 гг. Рим. Аверс. Бюст Требониана Галла[4]
- Требониан Галл (251—253). Ауреус. Ок. 251—253 гг. Рим. Реверс. Аполлон с пальмовой ветвью и лирой

Аполлон изображен на квинарии 104 года до н.э, а также на динарии К.Пизона. Динарии с такой чеканкой были необходимы для проведения компании против пиратов.
Существуют предположения, что на монетах Сер. Сульпиция он присутствовал в качестве бога Делоса. Это место известно как территория проведения большого количество ярмарок рабов.
Аполлон связан с темой ясновидения и предсказаний, поэтому, неудивительно, что на монетах Валерия Асискула, Торквата, Т. Каризия чеканилась Сивилла-предсказательница. Изображался Аполлон и на аверсе монеты Юлия Бурсиона, сразу с несколькими атрибутами, которые характерны для богов.
Изображение Аполлона часто чеканилось на монетах римского императора Галлиена и монетах Септимия Севера.